# Экстропианство
Экстропиа́нство (англ. Extropianism) — разрабатываемая философская система ценностей и стандартов, способствующих улучшению жизни человека. По мнению экстропианцев, развитие науки и техники позволит снять ограничения на продолжительность жизни людей. Экстропианцы стараются на практике способствовать достижению этой цели (в частности, путём участия в научных исследованиях). Теоретические посылы экстропианства близки к трансгуманизму, однако экстропианцы стремятся использовать более практико-ориентированные подходы к социальному прогрессу и будущей эволюции человека.
Принципы экстропианства были заложены Максом Мором в его работе The Principles of Extropy. Одними из важнейших принципов экстропианства являются рациональное мышление и проактивный подход к человеческой эволюции. Экстропианцы не ограничивают себя использованием каких-то определенных технологий или социальных идей.
Экстропианцы разделяют в целом оптимистичный взгляд на будущее, ожидая значительный рост компьютерных мощностей, увеличение продолжительности жизни, прогресс в нанотехнологии и др.

## Экстропия
Термин экстропия (или негэнтропия) используется в научной литературе как антоним слову энтропия. Первые упоминания термина встречаются в статье 1967 года по криогенике и в статье 1978 года по кибернетике. Диана Дуэйн впервые использовала термин в контексте потенциального трансчеловеческого будущего человечества.
Термин экстропия в философском контексте был определен Максом Мором в 1988 как «мера развитости интеллекта, функционального порядка, жизненности, энергии, опыта, стремления к развитию и росту биологической или организационной системы». В метафорическом смысле экстропия является полной противоположностью энтропии.
В рамках цифровой философии термин определяется через количество информации в вероятностных марковских цепях, описывающих физическую систему.

## Институт экстропии
В 1988 году вышел в печать первый номер журнала Extropy: The Journal of Transhumanist Thought. Журнал объединил исследователей, работающих в таких направлениях как искусственный интеллект, нанотехнологии, генная инженерия, продление жизни, загрузка сознания, робототехника, освоение космоса, меметика, политика и экономика трансгуманизма. После того, как журнал приобрел относительно широкую известность, вокруг журнала сформировалось собственное сообщество. При поддержке сообщества Мором и Беллом был создан Институт Экстропии (Extropy Institute) в формате трансгуманистического социального и информационного центра. Целью Института стала разработка базовых принципов и ценностей, могущих помочь понять широкие возможности, которые открываются перед человечеством в связи с развитием новых технологий[прояснить].
В 1991 году была запущена официальная почтовая рассылка Института, с 1992 года силами Института была организована первая конференция по трансгуманизму. В разных странах были созданы аффилированные с организацией местные трансгуманистические сообщества. С развитием World Wide Web начали появляться многочисленные интернет-сообщества и организации, ведущие свои истоки или связанные иным образом с Институтом Экстропии. Среди них: World Transhumanist Association, Alcor Life Extension Foundation, Foresight Institute, The Extropist Examiner, Betterhumans, Aleph in Sweden, the Singularity Institute for Artificial Intelligence.
В 2006 году совет директоров Института Экстропии объявил о решении закрыть организацию в связи с тем, что цели Института были «в целом достигнуты»

## Экстропизм
Экстропи́зм (Extropism) — одно из ответвлений трансгуманистической философии экстропианства. Экстропизм следует той же традиции философской мысли, что и экстропианство, но с акцентом на соответствие парадигмам XXI века. Принципы экстропизма были определены в работе The Extropist Manifesto (Брэки Томассон, Ханк Хайэна). Исследователи, работающие в рамках философии экстропизма, продвигают оптимистичный взгляд на будущее человечества, который может быть кратко определён следующим образом:
- Безграничное расширение возможностей и преодоление ограничений человека
- Создание экономики, не основанной на собственности
- Развитие (человеческого) интеллекта
- Создание интеллектуальных машин.

Перечисленные идеи формируют базис философии экстропизма и соответствующего мировоззрения, охватывающего биоэтический аболиционизм, иммортализм, сингулярианство, техногайянизм, борьбу за свободу информации и некоторые другие близкие направления мысли. Экстропизм не имеет собственной политической платформы, но чаще всего его относят к либертарному социализму (в связи со стремлением к созданию экономики без денег и собственности). Философски экстропизм близок к утилитаризму Джереми Бентама.
Экстрописты стремятся продлить свою жизнь вплоть до бессмертия и жить в мире, где искусственный интеллект и роботы сделают необходимость работать ради денег рудиментом прошлого Некоторые экстрописты считают, что цель их жизни — увеличение всеобщего счастья на Земле.
В соответствии с The Extropist Manifesto, экстропизм отходит от некоторых принципов экстропианства, изложенных в оригинальной работе Макса Мора. В частности, экстрописты считают особенно важным ослабление законов об авторском праве и патентах, а также ограничение возможностей государства по контролю граждан. В этом движение экстропистов близко к Международной Пиратской партии. Кроме этого, многие экстрописты дистанцируются от организованных форм религии.